# تفجيرات الكلور في العراق
بدأت تفجيرات الكلور في العراق في وقت مبكر من تشرين الأول (أكتوبر) 2004، عندما بدأ المتمردون في محافظة الأنبار في استخدام غاز الكلور بالاقتران مع العبوات الناسفة التقليدية المحمولة على السيارات.
تم وصف هجمات الكلور في العراق بأنها سيئة التنفيذ، ربما لأن كم كبير من العامل الكيميائي أصبح غير سام بفعل حرارة المتفجرات المصاحبة له. أسفرت الهجمات اللاحقة والتي تم إرتكابها بعناية أكثر عن مئات الإصابات، لكنها أثبتت أنها ليست وسيلة فعالة للتسبب في خسائر فادحة في الأرواح. لذلك كان تأثيرها الأساسي هو التسبب في حالة من الذعر على نطاق واسع ليس إلا، حيث لم يعاني أي عدد كبير من المدنيين من إصابات تهدد حياتهم، ولكنها مع ذلك تسببت في صدمات نفسية.
تم استخدام الكلور كغاز سام في الحرب العالمية الأولى، ولكن تم إطلاقه بواسطة قذائف المدفعية، على عكس طريقة إطلاقه حديثا، حيث يتم الاعتماد بصفة أساسية على القنابل المثبتة أو السيارات المفخخة. ومع ذلك، فإن وظيفتها كسلاح في كلتا الحالتين متشابهة. ينتج عن التعرض الطفيف للغاز إحساس حارق في العين والأنف والحنجرة، وعادة ما يكون مصحوبًا بالدوار والغثيان والقيء. يمكن أن يؤدي التعرض لمستويات أعلى إلى تلف مميت للرئة؛ ولكن نظرًا لأن الغاز أثقل من الهواء، فلن يتبدد إلا بعد وقوع الانفجار بفترة طويلة، ويعتبر بشكل عام غير فعال كسلاح كيميائي مرتجل.[بحاجة لمصدر]

## الإعلام الغربي يربط هجمات الكلور بـ'القاعدة '
في فبراير 2007، قال متحدث عسكري أمريكي إنه تم العثور على "مواد دعائية للقاعدة" في مصنع متخصص في صناعة الأسلحة الكيماوية باستخدام الكلور في الكرمة شرق الفلوجة، مما دفع وكالة رويترز إلى استنتاج أن "مصنع قنابل الكلور هو مصنع للقاعدة". ".

## الهجمات
- 21 أكتوبر / تشرين الأول 2006: سيارة مفخخة تحمل 12 قذيفة هاون ( 120 ملم ) و100 رطل من خزانات الكلور انفجرت مما أدى إلى إصابة ثلاثة من أفراد الشرطة العراقية ومدني في الرمادي.[1]
- 28 يناير / كانون الثاني 2007: مفجر انتحاري يقود شاحنة قمامة محملة بالمتفجرات وخزان كلور إلى مجمع الاستجابة للطوارئ في الرمادي. قُتل 16 شخصًا بسبب المتفجرات، لكن لم يقتل الكلور أحدًا.
- 19 فبراير 2007: تفجير انتحاري في الرمادي باستخدام غاز الكلور أسفر عن مقتل اثنين من قوات الأمن العراقية وإصابة 16 آخرين.
- 20 فبراير 2007: فجرت عبوة ناسفة صهريج يحمل غاز الكلور شمال بغداد، مما أسفر عن مقتل تسعة وانبعاث أبخرة تسببت في مرض 148 آخرين، بينهم 42 امرأة و52 طفلاً.
- 21 فبراير / شباط 2007: انفجرت شاحنة صغيرة تحمل أسطوانات غاز الكلور في بغداد، مما أسفر عن مقتل خمسة أشخاص على الأقل ونقل أكثر من 50 شخصًا إلى المستشفيات.
- 16 آذار (مارس) 2007: استخدمت ثلاث هجمات انتحارية منفصلة في هذا اليوم مادة الكلور. ووقع الهجوم الأول عند نقطة تفتيش شمال شرق الرمادي عندما أصابت شاحنة مفخخة أحد أفراد القوات الأمريكية ومدني عراقي. انفجرت شاحنة مفخخة ثانية في الفلوجة، مما أسفر عن مقتل شرطيين وخلفت مائة عراقي تظهر عليهم علامات التعرض للكلور. بعد أربعين دقيقة، انفجرت شاحنة مفخخة أخرى محملة بالكلور عند مدخل عقار جنوب الفلوجة، مما أدى هذه المرة إلى إصابة 250 شخصًا ووفقًا لبعض التقارير إلى قتل ستة.
- 28 مارس 2007: انتحاريون يفجرون شاحنتين مفخختين، إحداهما تحتوي على مادة الكلور، كجزء من هجوم متواصل على مركز حكومة الفلوجة. أدت التفجيرات الأولية إلى جانب معركة مسلحة لاحقة إلى إصابة 14 جنديًا أمريكيًا و57 جنديًا عراقيًا.
- 6 أبريل / نيسان 2007: تفجير شاحنة مفخخة محملة بالكلور على حاجز للشرطة في الرمادي، مما أسفر عن مقتل 27 شخصا. تم نقل ثلاثين شخصا إلى المستشفى متأثرين بجروح من الانفجار، بينما عانى الكثيرون من صعوبات في التنفس بسبب غاز الكلور.
- 25 نيسان 2007: انفجار شاحنة ملغومة عند حاجز عسكري على الاطراف الغربية لبغداد مما ادى إلى مقتل عراقي واصابة اثنين آخرين.[2]
- 30 أبريل 2007: انفجار صهريج محملة بالكلور بالقرب من مطعم غربي الرمادي، مما أسفر عن مقتل ستة أشخاص وإصابة 10 آخرين.[3]
- 15 أيار (مايو) 2007: انفجار قنبلة كلور في سوق مفتوح في قرية أبو صيدا بمحافظة ديالى، مما أسفر عن مقتل 32 شخصًا وإصابة 50 آخرين.
- 20 مايو / أيار 2007: فجر انتحاري بشاحنة مفخخة شاحنته يوم الأحد قرب حاجز للشرطة العراقية خارج الرمادي، ناحية الزنكورة غربي الرمادي، مما أدى إلى مقتل شرطيين وإصابة 11 آخرين.[4]
- 3 يونيو / حزيران 2007: انفجرت سيارة مفخخة خارج قاعدة عسكرية أمريكية في ديالى، مما أدى إلى إطلاق سحابة ضارة من غاز الكلور أدت إلى إصابة 62 جنديًا على الأقل دون إحداث إصابات خطيرة.[5]